# Tennistoernooi van Rome 2018
|                                          |  |                                     |
| Elina Svitolina, winnares bij de vrouwen |  | Rafael Nadal, winnaar bij de mannen |

Het tennistoernooi van Rome van 2018 werd van 13 tot en met 20 mei 2018 gespeeld op de gravelbanen van het Foro Italico in de Italiaanse hoofdstad Rome. De officiële naam van het toernooi was Internazionali BNL d'Italia.
Het tennistoernooi van Rome trok 203.762 toeschouwers.
Het toernooi bestond uit twee delen:
- WTA-toernooi van Rome 2018, het toernooi voor de vrouwen
- ATP-toernooi van Rome 2018, het toernooi voor de mannen

## Toernooikalender
| Rome              | mei 2018 | mei 2018 | mei 2018 | mei 2018 | mei 2018 | mei 2018 | mei 2018 | mei 2018    | mei 2018     | mei 2018 |
| Rome              | zon 13   | maa 14   | din 15   | din 15   | woe 16   | woe 16   | don 17   | vrĳ 18      | zat 19       | zon 20   |
| ----------------- | -------- | -------- | -------- | -------- | -------- | -------- | -------- | ----------- | ------------ | -------- |
| vrouwenenkelspel  |          | 1e ronde | 1e ronde | 2e ronde | 2e ronde | 2e ronde | 3e ronde | kwartfinale | halve finale | finale   |
| vrouwendubbelspel |          | 1e ronde | 1e ronde | 1e ronde | 1e ronde | 2e ronde | 2e ronde | kwartfinale | halve finale | finale   |
| mannenenkelspel   | 1e ronde | 1e ronde | 1e ronde | 2e ronde | 2e ronde | 2e ronde | 3e ronde | kwartfinale | halve finale | finale   |
| mannendubbelspel  |          | 1e ronde | 1e ronde | 1e ronde | 1e ronde | 2e ronde | 2e ronde | kwartfinale | halve finale | finale   |

ATP-toernooi van Rome – WTA-toernooi van Rome

1990 · 1991 · 1992 · 1993 · 1994 · 1995 · 1996 · 1997 · 1998 · 1999 · 2000 · 2001 · 2002 · 2003 · 2004 · 2005 · 2006 · 2007 · 2008 · 2009 · 2010 · 2011 · 2012 · 2013 · 2014 · 2015 · 2016 · 2017 · 2018 · 2019 · 2020 · 2021 · 2022 · 2023 · 2024